# Perilampus parvus
Perilampus parvus is een vliesvleugelig insect uit de familie Perilampidae. De wetenschappelijke naam is voor het eerst geldig gepubliceerd in 1897 door Howard.